# 710'erne f.Kr.
Århundreder: 9. århundrede f.Kr. – 8. århundrede f.Kr. – 7. århundrede f.Kr.
Årtier: 760'erne f.Kr. 750'erne f.Kr. 740'erne f.Kr. 730'erne f.Kr. 720'erne f.Kr. – 710'erne f.Kr. – 700'erne f.Kr. 690'erne f.Kr. 680'erne f.Kr. 670'erne f.Kr. 660'erne f.Kr.
År: 719 f.Kr. 718 f.Kr. 717 f.Kr. 716 f.Kr. 715 f.Kr. 714 f.Kr. 713 f.Kr. 712 f.Kr. 711 f.Kr. 710 f.Kr.